# Яранский районный дом народного творчества
Районный дом народного творчества (МБУК «РДНТ») — муниципальное бюджетное учреждение культуры Яранского района Кировской области в Яранске, самое крупное учреждение в сфере культуры района. Здание, в котором оно расположено, является одним из шести объектов культурного наследия федерального значения в городе.

## История
В 1923 году на пленуме секретариата Яранского упрофбюро было решено создать пролетарский клуб — Народный дом (другое название – Дом рабочего и крестьянина) в Яранске. 
В 1954 году Дом социалистической культуры стал называться районным Домом культуры им. В. И. Ленина. В 1956 году капитально перестроен. В 1993 году Районный Дом культуры им. Ленина реорганизован в Районный Центр досуга. С 1 января 2006 года Районный Центр досуга реорганизован в муниципальное учреждение культуры «Центральный Дом культуры» Яранского района Кировской области (МУК «ЦДК»). В июле 2015 года к Центральному Дому культуры было присоединено Муниципальное учреждение культуры «Районная централизованная клубная система» Яранского района Кировской области (МУК «РЦКС»).

## Структура
В состав учреждения входят 10 сельских структурных подразделений. Коллектив сотрудников составляет 86 человек, из них 54 специалиста культурно-досуговой деятельности.

## Здание

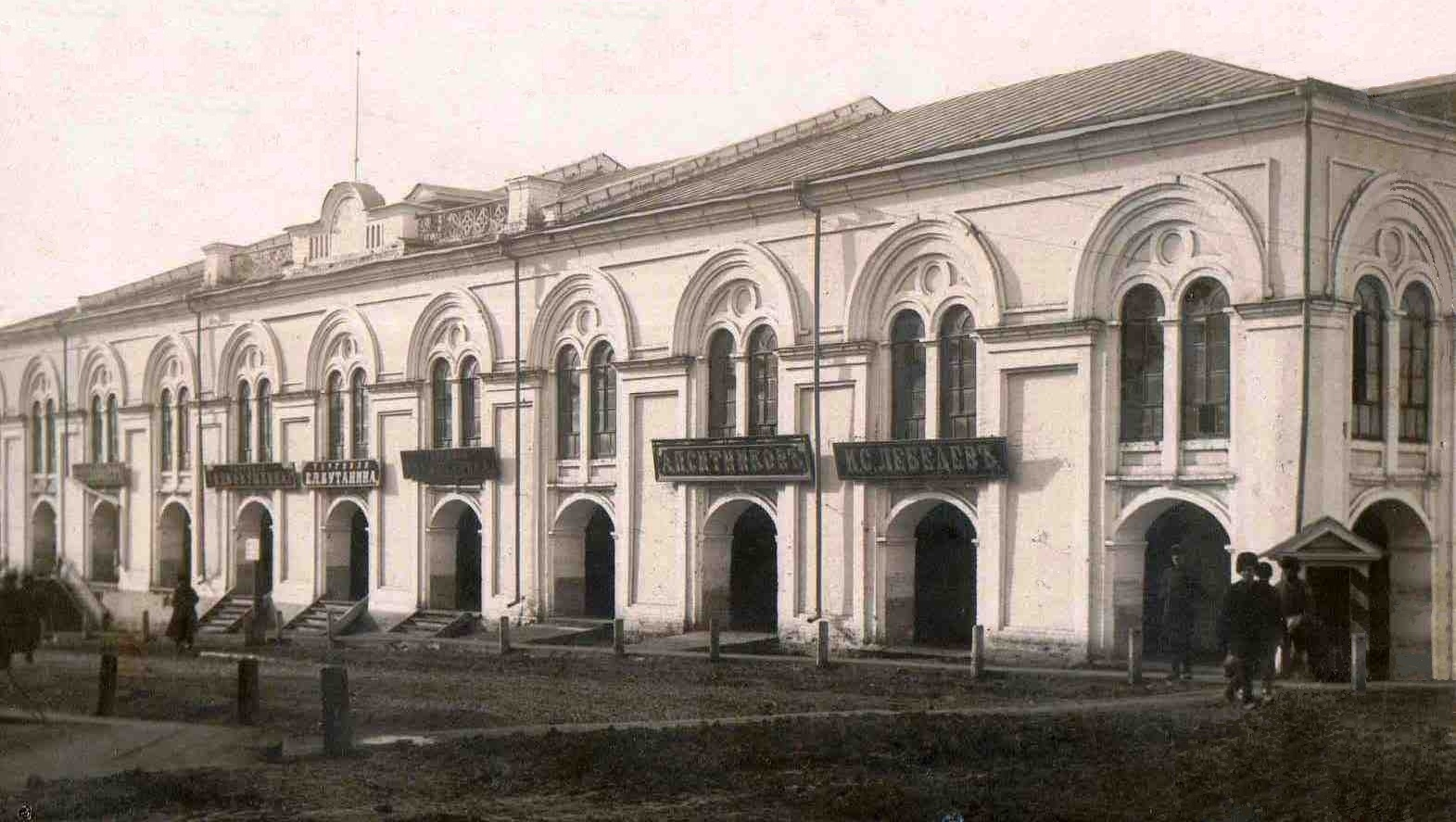
Торговые ряды Носовых до перестройки здания

Оно было построено в середине XIX века по заказу купца 1-й гильдии И. Д. Носова по проекту арх. Ф. М. Рослякова и предоставлено ими для размещения городских торговых рядов. Торговые ряды были выстроены для провинциального города очень «новаторски»: на уровне первого этажа здесь имелись сквозные арочные проемы. У здания было около 30-ти магазинов. Вывески гласили, что здесь открыта торговля Булыгина, Ситникова, Лебедева и многих других купцов. Здание является памятником культуры федерального значения под наименованием «Корпус торговых рядов».
В 1924 году на деньги, собранные жителями города, здание бывших купеческих торговых рядов подверглось реконструкции, вновь открытому Дому социалистической культуры было присвоено имя В. И. Ленина. В соответствии с проектом перестройки арх. М. П. Костромитинова у строения появились новые детали: парадный вход с колоннами — с улицы Успенской, и балкон с навесом и колоннами – со стороны улицы Троицкой (МОПРа, сейчас – Кирова).
В 1956—1957 годах, к 40-летней годовщине Октябрьской революции, закончилась реконструкция здания. Дом культуры стал иметь зрительный зал на 550 мест, танцевальный, читальный залы, комнаты для кружковой работы, механизированную сцену. В зале появилась большая сцена и балконы — боковые и центральный. Огромные люстры были приобретены немного позднее, в 1960-е годы, их доставили по специальному заказу из Еревана. Кроме того, здание оборудовали центральным водяным отоплением, вентиляцией, канализацией и водопроводом, освещали его 400 электрических лампочек.
В 2014 году был сделан капитальный ремонт исторического здания.